# Kenjū tenshi
Kenjū tenshi (拳銃天使?) è un manga, composto da un solo volume, scritto e illustrato da Osamu Tezuka e pubblicato da Tokodo il 20 aprile 1949.

## Trama
Ham Egg sta escogitando un piano per prendere il dominio di un piccolo paese al confine tra il Nuovo Messico e l'Arizona. Solo un uomo può fermarlo: un cecchino pellerossa noto come "Monster". Insieme a Monster, ci sono altri due giovani cecchini, Anna e Jim, che lottano contro Ham Egg e la sua banda per porre fine alla corruzione e liberare la città.

## Personaggi principali
- Monster: Pellerossa che si traveste da cowboy per contrastare Ham Egg.
- Anna e Jim: Coppia di cecchini, aiutanti di Monster
- Ham Egg: Vile sceriffo nella città che intende prendere in possesso grazie anche all'aiuto del sindaco